# Michael Kohlhaas (film)
Michael Kohlhaas è un film del 2013 diretto da Arnaud des Pallières.

## Trama
Ambientato nel sedicesimo secolo in Francia, il film è incentrato sulla storia di Michael Kohlhaas, un ricco mercante di cavalli, con una famiglia felice. Dopo aver subito un'ingiustizia, quest'uomo pio e onesto forma un esercito e inizia a mettere a ferro e fuoco le città, per ristabilire il suo diritto violato.